# Dark Star (grotte)
L'Étoile Noire, ou Dark Star en anglais, est une grotte dont l'entrée a été découverte en 1984 en Ouzbékistan. Elle se situe dans le sud du pays, au nord-ouest de la ville de Boysun, dans la chaîne de Boysuntov. Le point le plus bas atteint est à 2 651 mètres d'altitude ; le point le plus haut se situe à 3 590 mètres d'altitude,.

## Expéditions

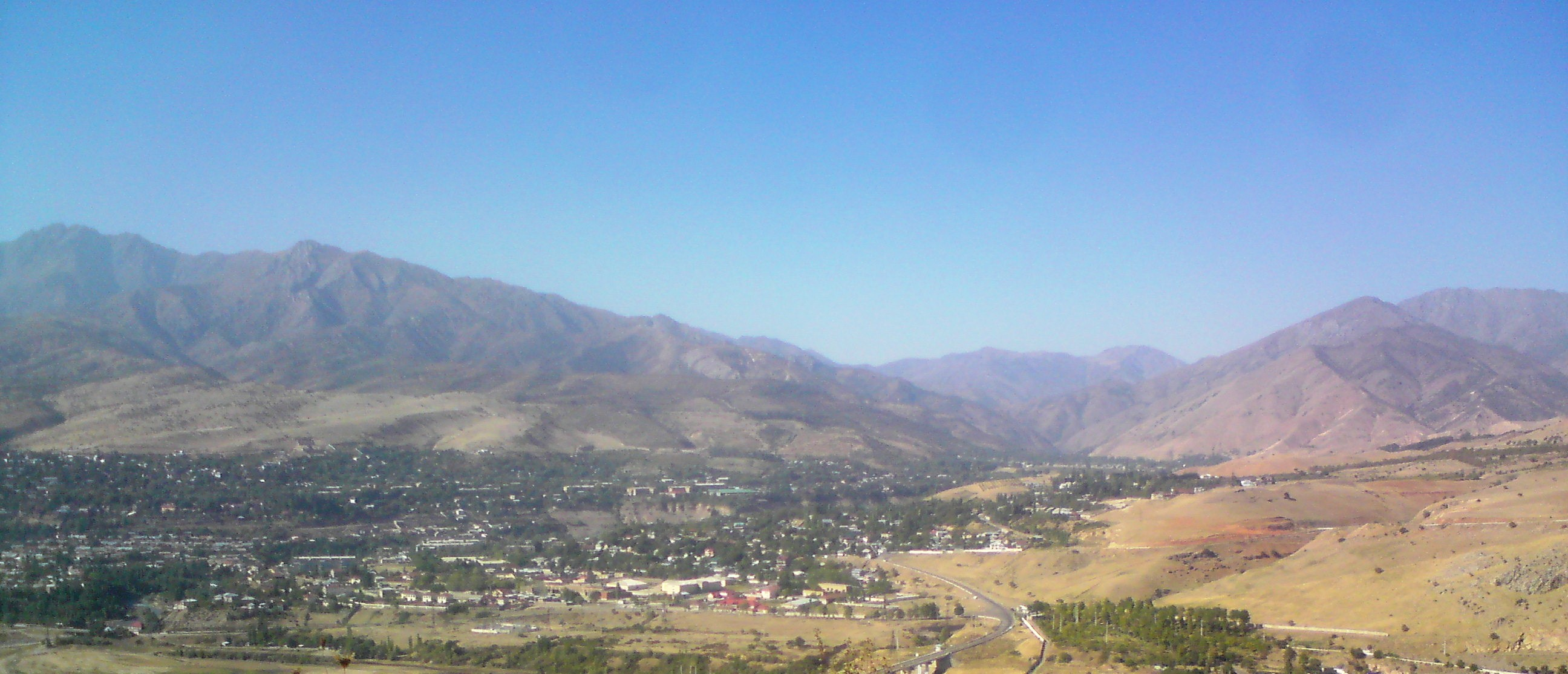
Monts Ugam près du lac Tcharvak.

L'entrée de la grotte a été repérée en 1984 par des Russes du Club spéléologique de Sverdlovsk (SSC) lors d'une exploration menée par Victor Dianov. 
Six ans plus tard, en 1990, l'expédition de spéléologues britanniques Aspex 90 commence son exploration. L'accès à la grotte est particulièrement difficile, en effet les sept entrées se situent sur une paroi rocheuse entre 3 000 mètres et 3 900 mètres d'altitude.
Dans les années 2000 et 2010, de nombreuses expéditions sont menées. En 2011 est organisée l'expédition russo-italienne par le Club spéléologique d'Ekaterinburg avec l'aide de l'Association spéléologique de l’Oural et le conseil technique de l'association d'exploration géographique La Venta. Elle a permis d'étendre la découverte de la grotte de l'Étoile Noire au-delà de la salle "T", anciennement le point le plus profond exploré. De plus, de nouvelles galeries ont été découvertes dans les grottes adjacentes ainsi qu'une connexion entre l'Étoile Noire et une autre grotte nommée Izhevkaya (ou R21).
Certaines de ces expéditions sont encouragées par la National Geographic Society, qui en a financé plusieurs, notamment l'une d'elles en 2017 dont faisait partie le reporter et aventurier Mark Synnott.

### Accès et camps
L'accès au système karstique de Hodja-Gur-Gur-Ata est long et fastidieux. Plusieurs moyens de transport doivent être utilisés : plusieurs vols en avion, des voyages en camionnette et enfin des ânes pour les derniers kilomètres. Des camps sont installés à différentes altitudes ; le camp intermédiaire était à 2 700 m, alors que le second camp, en bas de la falaise était à 3 200 m lors de l'expédition de 2012.
De plus, le système karstique est situé entre l'Ouzbékistan, le Tadjikistan, le Turkménistan et l'Afghanistan, une zone du monde où des conflits politiques empêchent parfois les spéléologues de poursuivre leurs explorations.

## Toponymie
La grotte a été baptisée Dark Star lors de l'expédition britannique de 1990. Le nom vient d'une référence au film de John Carpenter Dark Star-L'étoile noire, datant de 1974.

## Description

### Géographieetgéologie

Carte de Dark Star et grottes du nord de Hodja.

Le plateau de Baisun Tau en dessous duquel se trouvent les grottes fait partie de la chaîne de Hissar (Ghissar en anglais) traversant les territoires du Tadjikistan et de l'Ouzbékistan. Baisun Tau est constitué de deux chaînes principales : Ketmen'Chapty et Hodja-Gur-Gur-Ata. Le sommet nommé Tchoul-Baîr (3 812 mètres) en est le point culminant.
Parmi les nombreux gouffres découverts sur Hodja-Gur-Gur-Ata, celui de Festival'naya est le plus important de Baisun Tau. Ce réseau de 16 kilomètres de développement découvert en 1985 plonge à 625 mètres sous terre. Faisant partie du même système, les spéléologues pensent qu'une connexion entre Festival'naya et l'Étoile Noire située plus profondément serait possible. La cavité de l'Étoile noire pourrait devenir la plus profonde au monde car de nombreuses ramifications n'ont pas été explorées. Elle pourrait s'étendre jusqu'à 2 400 mètres de profondeur, alors qu'en mai 2017, le dénivelé se limite à 939 mètres.

La grotte de l'Étoile Noire abrite des lacs souterrains, gelés selon la période de l'année, telle la série des lacs Rouges, des formations de glace (voûtes, grands cristaux). Des spéléothèmes se sont formés comme des coulées de calcite, ou encore des stalagmites et des stalactites.

### Températures
À l'intérieur de la grotte, la température oscille entre −1 °C et 3 °C. Il fait beaucoup plus froid qu'à l'extérieur où la température est de 38 °C la journée. A certaines périodes de l'année, les températures baissent et les lacs souterrains gèlent, ce qui permet aux spéléologues de progresser plus facilement,.

### Salles
La grotte comporte plusieurs salles. La salle de la pleine lune est la plus vaste de toutes, longue de 250 mètres et haute de 30 mètres.